# Куць Іван Олександрович
Іван Олександрович Куць (нар. 20 січня 2000, Кременчук, Полтавська область, Україна) — український футболіст, центральний нападник клубу «Кремінь».

## Життєпис
У ДЮФЛУ та юнацькому чемпіонаті Полтавської області виступав за «Нафтохімік» (Кременчук), «Кремінь» та «Великі Кринки». Дорослу футбольну кар'єру розпочав у «Кремені». У футболці кременчуцького клубу дебютував 1 вересня 2018 року в переможному (3:0) домашньому поєдинку 7-го туру групи «Б» Другої ліги України проти «Реал Фарми». Іван вийшов на поле на 83-й хвилині замість автора хет-трику Костянтина Чернія. 5 вересня 2018 року в товариському матчі проти сумської «Барси» у складі «Кременя» (U-19) відзначився 4-ма голами. На початку 2019 року директор «Креміня» Андрій Недяк відправив Куца в оренду до кінця сезону в клуб Другої ліги «Нікополь». Керівництво кременчужан вважало, що Івану буде занадто складно боротися за ігровий час з досвідченішими гравцями Артемом Козловим та Романом Локтіоновим. У футболці «городян» дебютував 6 квітня 2019 року в програному (0:2) виїзному поєдинку 18-го туру групи «Б» Другої ліги України проти криворізького «Гірника». Іван вийшов на поле в стартовому складі, а на 77-й хвилині його замінив Олег Діленко. Єдиним голом за «Нікополь» відзначився 25 травня 2019 року на 19-й хвилині програного (2:3) виїзного поєдинку 27-го туру групи Б Другої ліги України проти горностаївського «Миру». Куць вийшов на поле в стартовому складі, а на 68-й хвилині його замінив Олег Діленко. У другій половині сезону 2018/19 років зіграв 10 матчів (1 гол) у Другій лізі України. На початку липня 2019 року повернувся в «Кремінь», але закріпитися в команді йому не вдалося. Загалом у складі «Кременя» провів 17 поєдинків, а в березні 2020 року вільним агентом залишив команду.
З 2020 по 2021 рік виступав на аматорському рівні за «Великі Кринки» та «Дружбу» (Очеретувате), а також за «Олімпію» (Савинці) в аматорському чемпіонаті України. У сезоні 2021/22 років грав за футзальний клуб «Геологія» (Кременчук). У лютому 2022 року вдруге повернувся до «Кременя». Провів 10 поєдинків за кременчуцький клуб, відзначився 1 голом (2 вересня у воротах «Скорука»). На початку січня 2023 року за згодою сторін розірвав угоду з клубом.
Наприкінці квітня 2023 року став гравцем аматорського колективу «Рокита». Дебютував за нову команду 30 квітня в переможному (3:0) поєдинку чемпіонату Полтавської області проти академії ФК «Ворскла» (Полтава), в якому відіграв 80 хвилин. Також відзначився у вище вказаному поєдинку голом.